# 5473 Яманасі
5473 Яманасі (5473 Yamanashi) — астероїд головного поясу, відкритий 5 листопада 1988 року.
Тіссеранів параметр щодо Юпітера — 3,506.
Названо на честь префектури Яманасі (яп. やまなし(山梨)).